# Tetragnatha tipula
Tetragnatha tipula är en spindelart som först beskrevs av Simon 1894.  Tetragnatha tipula ingår i släktet sträckkäkspindlar, och familjen käkspindlar. Inga underarter finns listade i Catalogue of Life.